# Admir Vladavić
Admir Vladavić (ur. 29 czerwca 1982 w Ljubinju) – piłkarz bośniacki grający na pozycji prawego pomocnika.

## Kariera klubowa
Vladavić jest wychowankiem klubu FK Iskra Stolac. W 2000 roku został piłkarzem grającego premier lidze Veležu Mostar i wtedy też zadebiutował w niej jako 18-latek. W 2003 roku spadł z Veležem do prvej ligi (szczebel II-ligowy) i na tym poziomie rozgrywek grał do 2005 roku. Latem 2005 przeszedł do stołecznego Željezničara Sarajewo i zawodnikiem tego klubu był przez półtora roku.
Na początku 2007 roku Vladavić został piłkarzem słowackiego MŠK Žilina. W swoim pierwszym sezonie gry w tym klubie wywalczył mistrzostwo Słowacji, a latem zdobył też Superpuchar Słowacji. W 2008 roku został z Žiliną wicemistrzem kraju, podobnie jak w 2009 roku.
Latem 2009 Vladavić został sprzedany za 900 tysięcy euro do austriackiego Red Bull Salzburg. Z Red Bullem podpisał kontrakt do 2011 roku. W 2010 roku wywalczył z nim mistrzostwo kraju, a latem tamtego roku wrócił do Žiliny. Następnie grał w Olimpiku Sarajewo, MFK Karviná, Veležu Mostar, Sliema Wanderers i ponownie w Veležu.
| Sezon   | Klub              | Kraj                 | Rozgrywki      | Mecze | Bramki |
| ------- | ----------------- | -------------------- | -------------- | ----- | ------ |
| 2000/01 | Velež Mostar      | Bośnia i Hercegowina | Premier liga   | ?     | ?      |
| 2001/02 | Velež Mostar      | Bośnia i Hercegowina | Premier liga   | 16    | 0      |
| 2002/03 | Velež Mostar      | Bośnia i Hercegowina | Premier liga   | ?     | ?      |
| 2003/04 | Velež Mostar      | Bośnia i Hercegowina | Prva liga      | ?     | ?      |
| 2004/05 | Velež Mostar      | Bośnia i Hercegowina | Prva liga      | ?     | ?      |
| 2005/06 | FK Željezničar    | Bośnia i Hercegowina | Premier liga   | 22    | 7      |
| 2006/07 | FK Željezničar    | Bośnia i Hercegowina | Premier liga   | 12    | 1      |
| 2006/07 | MŠK Žilina        | Słowacja             | Corgoň Liga    | 9     | 1      |
| 2007/08 | MŠK Žilina        | Słowacja             | Corgoň Liga    | 28    | 10     |
| 2008/09 | MŠK Žilina        | Słowacja             | Corgoň Liga    | 29    | 7      |
| 2009/10 | Red Bull Salzburg | Austria              | Bundesliga     | 15    | 1      |
| 2010/11 | MŠK Žilina        | Słowacja             | Corgoň Liga    | 10    | 3      |
| 2011/12 | Olimpic Sarajewo  | Bośnia i Hercegowina | Premier liga   | 6     | 2      |
| 2011/12 | MFK Karviná       | Czechy               | II liga        | 10    | 2      |
| 2012/13 | MFK Karviná       | Czechy               | II liga        | 15    | 3      |
| 2012/13 | Velež Mostar      | Bośnia i Hercegowina | Premier liga   | 15    | 0      |
| 2013/14 | MFK Karviná       | Czechy               | II liga        | 13    | 5      |
| 2013/14 | Sliema Wanderers  | Malta                | Premier League | 11    | 3      |
| 2014/15 | Velež Mostar      | Bośnia i Hercegowina | Premier liga   | 8     | 0      |

## Kariera reprezentacyjna
W reprezentacji Bośni i Hercegowiny Vladavić zadebiutował 28 lutego 2006 roku w zremisowanym 2:2 towarzyskim spotkaniu z Japonią. Do 2009 roku rozegrał w kadrze narodowej 12 meczów.

## Życie prywatne
Vladavić jest żonaty z Ajlą. Oboje mają syna Zinedina, któremu nadali imię na cześć francuskiego piłkarza Zinedine’a Zidane’a.